# 요시유키 유미
요시유키 유미(Yumi Yoshiyuki, 1965년 8월 19일 ~ )는 일본의 영화 감독, 각본가, 배우, 글래머 모델이다.
후쿠시마현에서 태어났다.

## 영화
- 섹스 앤 러브돌 (2018년)
- 공주님은 쾌락만화작가 (2017년)
- 미니스커트의 영어선생님 (2017년)
- 실화 불륜의 이유 (2016년)
- 오빠에게만 보여주려고 (2016년)
- 오렌지 소파의 스와핑 (2016년)
- 날씨 아나운서의 정사 (2016년)
- 마이 섹시 펫:밤이면 밤마다 (2015년)
- 책상 밑의 비서 생활 (2015년)
- 요즘 신혼녀의 유행은 (2015년)
- 음탕한 아내와 사랑할 때 (2015년)
- 초식남의 미끈한 OL녀 맛보기 (2014년)
- 더 빅 티츠 드래곤 (2010년)
- 오컬트 (2009년)
- 요로 집의 생체 (2008년)
- 불륜중독 (2007년)
- 바다와 석양과 그녀의 눈물 (2006년)
- 미코스리 단막극장: 나마시보리 수퍼 DX (2005년)
- 소돔의 시 (2004년)
- 당신이 가장 필요할 때 (2004년)
- 킬러 푸시 (2004년)
- 핑크 리본 (2004년) - 본인 역
- 돌아왔다! 형사 축제 (2003년)
- 바람난 우리들 (2001년)
- 피를 빠는 우주 (2001년)
- 발광하는 입술 (2000년)
- 느끼는 대로 (2000년)
- 주온 - 비디오판 (2000년)
- 애딕티드 투 러브 (1999년)
- D언덕의 살인사건 (1998년)
- 음란한 스튜어디스 (1998년)
- 검은 드레스의 여자 (1997년)